# Magder
Magder je priimek več oseb:
- Daniel Magder, kanadski televizijski igralec
- Ted Magder, ameriški kulturolog